# Hasso Plattner Institute of Design
Le Hasso Plattner Institute of Design de Stanford, plus connu sous le nom de d.school, est l'école de design de l’université Stanford.
Selon le New York Times, la d.school est devenue l’un des cursus universitaires les plus recherchés de Stanford, avec un nombre de demandes quatre fois supérieur à sa capacité d'accueil.

## Historique
L'institut a été fondé par le professeur d'ingénierie mécanique David M.Kelley, George Kembel et six autres professeurs en 2004.
L'institut doit son nom actuel à Hasso Plattner, un des cofondateurs de SAP, qui a fait une donation de 35 millions de dollars à l'institut pour en financer les nouveaux locaux après avoir été approché par Kelley.  La d.school coopère depuis étroitement avec l'Institut Hasso-Plattner à Potsdam en Allemagne.

## Produits
Parmi les produits lancés par les élèves de l'institut, on trouve :
- la couverture Embrace, une alternative à bas coût aux couveuses, qui aurait permis selon ses inventeurs de sauver 22 000 nourrissons de l'hypothermie[2];
- d.light, une lumière LED alimentée à l'énergie solaire, utilisée dans des régions rurales de pays en voie de développement[1];
- le Pulse News Reader a été développé par une classe du d.schoold en 2010 et était un temps l'application la plus vendue sur l'App Store d'Apple[1] et a été acquise par LinkedIn pour 90 millions de dollars[2].